# Teodozjusz II (cesarz bizantyński)
Teodozjusz II, Flavius Theodosius (ur. 10 kwietnia 401, zm. 28 lipca 450) – najstarszy syn cesarza Arkadiusza i wnuk Teodozjusza I Wielkiego. W latach 408–450 był cesarzem wschodniorzymskim.

## Życiorys
Został cesarzem w wieku 7 lat, choć koronowano go za życia ojca krótko po urodzeniu w 402 roku.
Pozostawał pod przemożnym wpływem kobiet – starszej siostry Pulcherii i żony Ateny-Eudokii (matki jego jedynego dziecka – córki Licynii Eudoksji) oraz licznych doradców, zwłaszcza prefekta pretorium Antemiusza. Za jego rządów dochodziło do sporów religijnych na tle wyznaniowym (burzenie synagog) oraz na tle teologicznym (nestorianizm). Podejmowano wysiłki dyplomatyczne, mające odwrócić niebezpieczeństwo grożące ze strony Hunów. W latach 412–439 wzniósł tzw. Mur Teodozjański, na zachód od Muru Konstantyna, który uczynił z Konstantynopola największą i najpotężniejszą warownię ówczesnego świata. Znaczne części Muru Teodozjańskiego zachowały się do czasów dzisiejszych.
W latach 421–422 walczył z perskim imperium Sasanidów, a w 423 roku po śmierci stryja Honoriusza wdał się w konflikt z cesarstwem zachodniorzymskim, popierając roszczenia do tronu ciotki Galii Placydii. Spór zakończył się zwycięstwem Teodozjusza, który obalił w 425 roku cesarza Jana, a na tron zachodni wprowadził syna Galli, Walentyniana III. W 429 Teodozjusz powołał komisję mającą zebrać ustawy wydane przez Konstantyna Wielkiego i jego następców. Po pewnych trudnościach w 438 ogłoszono Codex Theodosianus. W 431 roku zwołał sobór w Efezie, w celu zakończenia sporu wywołanego przez biskupa Konstantynopola Nestoriusza dotyczącego natury (physis) i osoby (hypostasis) Jezusa. Sobór ten dał najsilniejszy teologiczny fundament czci Matki Bożej.
Za czasów Teodozjusza powstał uniwersytet w Konstantynopolu w 425 r. W 438 usunął wszystkich Żydów z urzędów państwowych.
Zmarł w wyniku obrażeń odniesionych po upadku z konia.

## Wywód przodków
| 4. Teodozjusz I Wielki |  |                   |  |  |                  |
|                        |  | 2. Arkadiusz      |  |  |                  |
| 5. Aelia Flacylla      |  |                   |  |  |                  |
|                        |  |                   |  |  | 1. Teodozjusz II |
| 6. Bauto               |  |                   |  |  |                  |
|                        |  | 3. Aelia Eudoksja |  |  |                  |
| 7. NN                  |  |                   |  |  |                  |
|                        |  |                   |  |  |                  |